# Томас (Западна Вирџинија)
Томас (енгл. Thomas) град је у америчкој савезној држави Западна Вирџинија.

## Демографија
По попису из 2010. године број становника је 586, што је 134 (29,6%) становника више него 2000. године.
| Група             | 2000.       | 2010.       |
| Белци             | 446 (98,7%) | 582 (99,3%) |
| Афроамериканци    | 0 (0,0%)    | 0 (0,0%)    |
| Азијати           | 0 (0,0%)    | 0 (0,0%)    |
| Хиспаноамериканци | 0 (0,0%)    | 2 (0,3%)    |
| Укупно            | 452         | 586         |